# Kees Schouhamer Immink
Kees Schouhamer Immink (Róterdam, Países Bajos, 18 de diciembre de 1946) es un ingeniero y científico neerlandés célebre por haber participado en la invención de los Compact Disc, DVD y Blu-ray Disc.

## Biografía
Immink estudió ingeniería electrónica en la Universidad Técnica de Eindhoven (Eindhoven), en la que obtuvo el título de doctor en 1985.
Desde 1967 hasta 1998 trabajó para la empresa Philips Research Laboratories en Eindhoven (Países Bajos). Recientemente ha fundado la empresa Turing Machines Inc., de la que es también presidente. Trabaja además como profesor visitante en el Instituto de Matemáticas Experimentales de Essen (Alemania) y del
Instituto de Almacenamiento de Datos de Singapur. También fue presidente de la Audio Engineering Society (Sociedad de Ingeniería de Audio) entre 2001 y 2002.
Kees Immink, representante de Philips en el grupo de trabajo conjunto, publicó en 1998 en el boletín de la Audio Engineering Society una crónica del nacimiento del Compact Disc.
Durante toda su carrera, ha participado en el diseño y desarrollo de
una amplia variedad de dispositivos de grabación digital como los Compact Disc, Compact Disc Video, DAT, DCC, DVD, y los sistemas Blu-ray. Las investigaciones de Immink están recogidas en más de 100 artículos técnicos en publicaciones especializadas, y ha registrado más de 1100 patentes tanto en los EE. UU. como en otras partes del mundo. Immink fue una pieza clave en el desarrollo de las tecnologías de codificación
de equipos de audio y vídeo e ideó los códigos fuente EFM y EFMPlus utilizados tanto en Compact Disc como en DVD.

## Reconocimientos (selección)
- Medalla IEEE de Honor, 2017, por contribuciones pioneras a la tecnología de grabación de vídeo, audio y datos, incluyendo el disco compacto, el DVD y el Blu-ray
- Premio Emmy, 2003, por sus innovadoras contribuciones a la tecnología de la televisión
- Caballero de la orden de Orange Nassau, 1999
- Medalla Edison IEEE, 1999, Por una carrera de contribuciones creativas a las tecnologías digitales del vídeo, audio y grabación de datos.
- Medalla del Progreso de la SMPTE Society of Motion Picture and Television Engineers (Sociedad de Ingenieros de Televisión y Cine).
- Medalla de Oro de la AES Audio Engineering Society (Sociedad de Ingeniería de Audio)
- Miembro de la Real Academia de Artes y Ciencias de los Países Bajos
- Miembro extranjero asociado de la Academia Nacional de Ingeniería de los EE. UU (National Academy of Engineering)